# Montpezat (Lot-et-Garonne)
Montpezat (auch: Montpezat-d’Agenais; okzitanisch: Montpesat) ist eine französische Gemeinde mit 562 Einwohnern (Stand: 1. Januar 2022) im Département Lot-et-Garonne in der Region Nouvelle-Aquitaine. Montpezat liegt im Arrondissement Agen und gehört zum Kanton Le Confluent. Die Einwohner werden Montpezatais genannt.

## Geografie
Montpezat liegt etwa 20 Kilometer nordnordwestlich von Agen. Das Flüsschen Bausse durchquert das Gemeindegebiet und entwässert zum Lot. Umgeben wird Montpezat von den Nachbargemeinden Le Temple-sur-Lot im Norden, Dolmayrac im Osten, Cours im Osten und Südosten, Prayssas im Süden und Südwesten, Lacépède im Südwesten, Saint-Sardos im Westen sowie Granges-sur-Lot im Nordwesten.

## Bevölkerungsentwicklung
| Jahr                       | 1962 | 1968 | 1975 | 1982 | 1990 | 1999 | 2006 | 2018 |
| -------------------------- | ---- | ---- | ---- | ---- | ---- | ---- | ---- | ---- |
| Einwohner                  | 815  | 787  | 588  | 600  | 611  | 595  | 584  | 551  |
| Quellen: Cassini und INSEE |      |      |      |      |      |      |      |      |

## Sehenswürdigkeiten
- Kirche Saint-Jean in Balerme aus dem 11. Jahrhundert, Umbauten aus dem 15. Jahrhundert, seit 1927 Monument historique
- Kirche Notre-Dame in Montpezat
- Windmühle
- Reste des Zisterzienserklosters Pérignac, 1150 begründet, 1791 aufgelöst

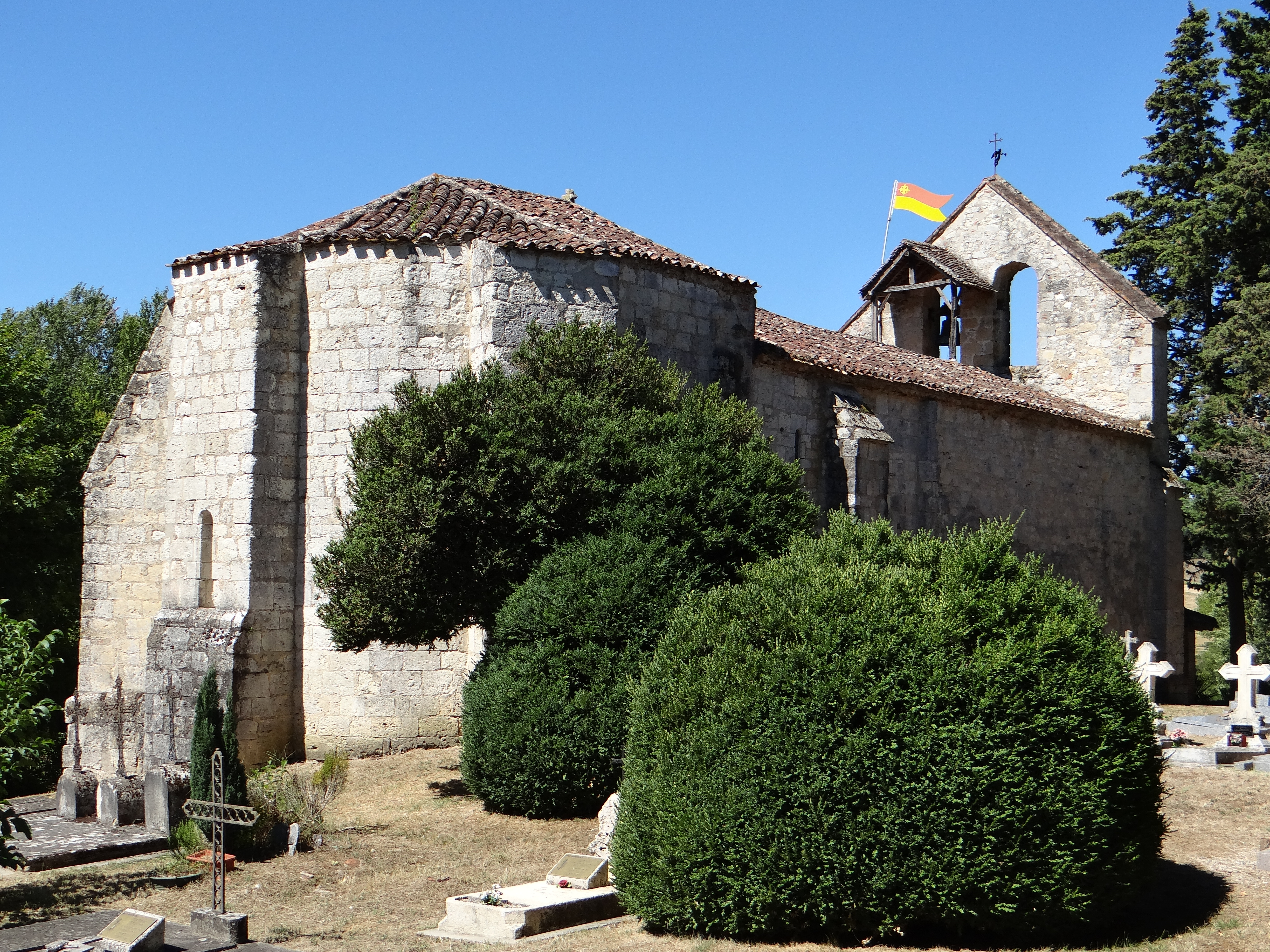
Kirche Saint-Jean
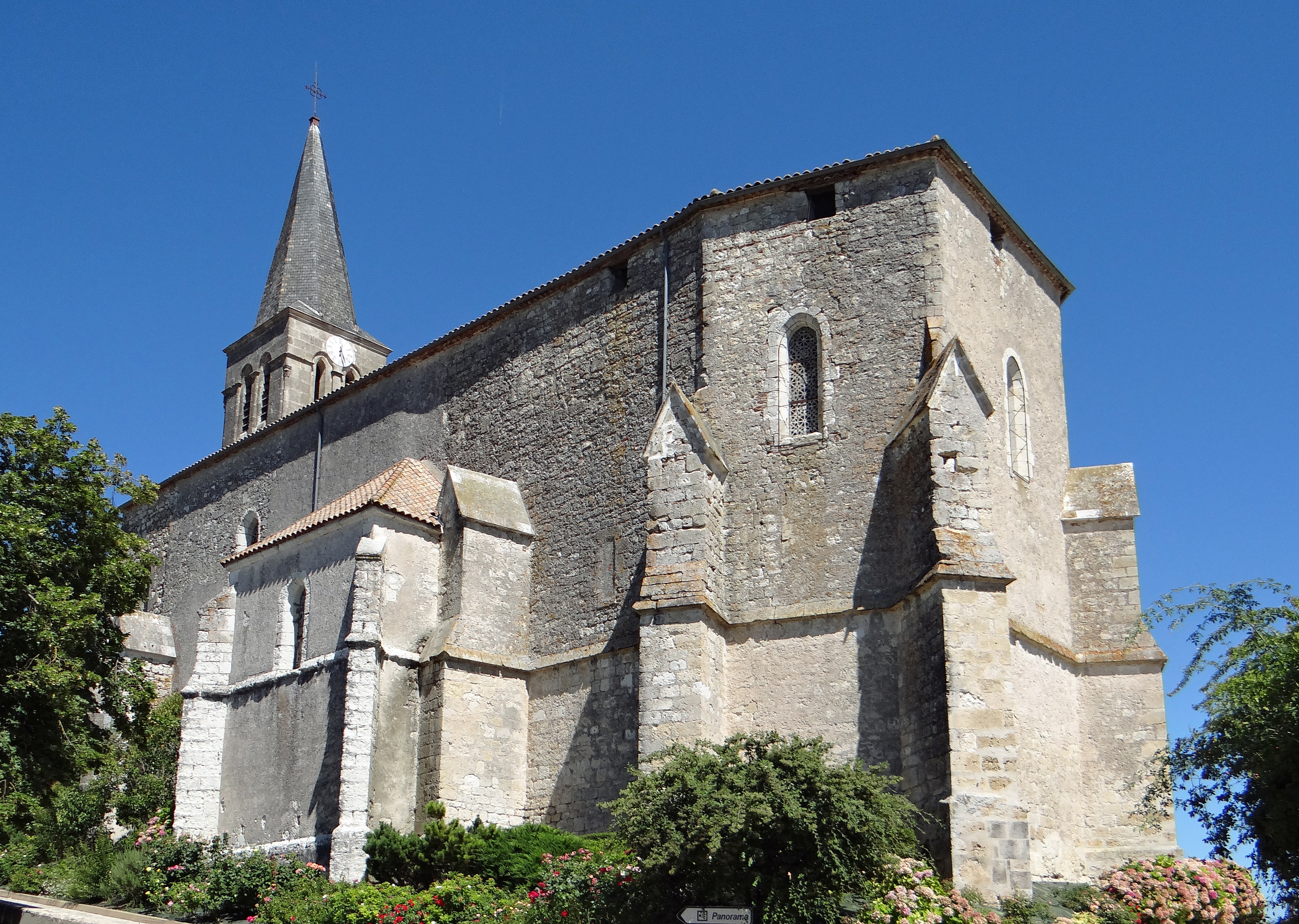
Kirche Notre-Dame
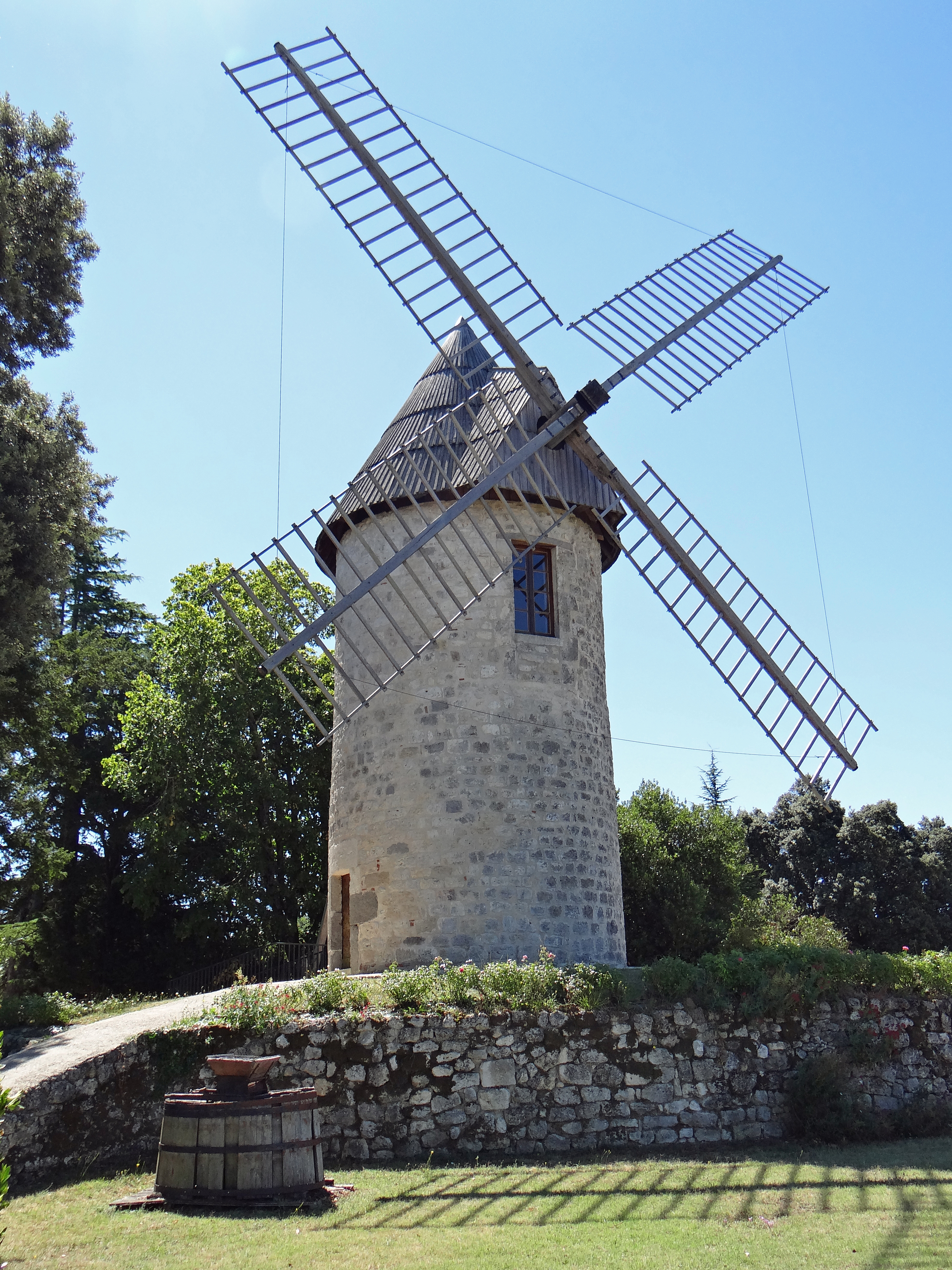
Windmühle

## Persönlichkeiten
- Félix Joseph Henri de Lacaze-Duthiers (1821–1901), Physiologe und Zoologe